# Чемпионат мира по борьбе 1920
В 1920 году чемпионат мира по греко-римской борьбе прошёл 4-8 сентября в Вене (Австрия).

## Общий медальный зачёт
| Место | Страна   | Золото | Серебро | Бронза | Всего |
| ----- | -------- | ------ | ------- | ------ | ----- |
| 1     | Австрия  | 2      | 3       | 1      | 6     |
| 2     | Германия | 2      | 0       | 3      | 5     |
| 3     | Венгрия  | 1      | 2       | 1      | 4     |
| Всего | Всего    | 5      | 5       | 5      | 15    |

## Медалисты

### Греко-римская борьба (мужчины)
| Вес           | Золото          | Серебро           | Бронза            |
| ------------- | --------------- | ----------------- | ----------------- |
| До 60 кг      | Франц Райтмайер | Йожеф Понграц     | Густав Боукаль    |
| До 67,5 кг    | Эдён Радвань    | Десё Петер        | Миклош Брезнотич  |
| До 75 кг      | Виктор Фишер    | Лоренц Коцандерле | Филипп Хес        |
| До 82,5 кг    | Михаэль Хайнль  | Йозеф Мах         | Вильгельм Кнёпфле |
| Свыше 82,5 кг | Хайнрих Бок     | Франц Вагнер      | Адольф Курц       |